# Somália nos Jogos Olímpicos de Verão de 2008
A Somália participou nos Jogos Olímpicos de Verão de 2008, em Pequim, na China. O país estreou nos Jogos em 1972 e esta foi sua 7ª apresentação.

## Desempenho

### Atletismo
Masculino
| Abdinasir Said Ibrahim | 5000 metros | 14m21s58 | 37º | Não avançou | Não avançou | Não avançou | Não avançou | Não avançou | Não avançou |

Feminino
| Atleta           | Evento     | Preliminares | Preliminares | Quartas     | Quartas     | Semifinal   | Semifinal   | Final       | Final       |
| Atleta           | Evento     | Marca        | Posição      | Marca       | Posição     | Marca       | Posição     | Marca       | Posição     |
| ---------------- | ---------- | ------------ | ------------ | ----------- | ----------- | ----------- | ----------- | ----------- | ----------- |
| Samia Yusuf Omar | 200 metros | 32s16        | 46º          | Não avançou | Não avançou | Não avançou | Não avançou | Não avançou | Não avançou |